# Xestia grisatra
Xestia grisatra là một loài bướm đêm trong họ Noctuidae.